# Taranto FC 1927
Taranto Football Club 1927 (znany jako Taranto) – włoski klub piłkarski, mający siedzibę w mieście Tarent, w południowo-wschodniej części kraju.

## Historia
Chronologia nazw:
- 11.07.1927: Associazione Sportiva Taranto – po fuzji klubów SS Pro Italia i Audace FC
- 16.09.1940: Unione Sportiva Taranto – po fuzji z US Pro Italia
- 1944: klub rozwiązano – po anulowaniu fuzji z Audace FC 1911 Taranto
- 21.06.1946: Associazione Sportiva Taranto – po fuzji z SS Pro Italia i Audace FC 1911
- 09.09.1947: Unione Sportiva Arsenaltaranto – po fuzji z US Arsenale
- 1955: Associazione Sportiva Taranto
- 1985: Taranto Football Club SpA
- 1993: klub rozwiązano
- 1993: Associazione Sportiva Taranto 1906
- 1998: Unione Sportiva Arsenaltaranto
- 2000: Taranto Calcio Srl
- 16.12.2004: Taranto Sport Srl
- 2004: Associazione Sportiva Taranto Calcio
- 30.06.2012: klub rozwiązano
- 20.07.2012: Taranto Football Club 1927
- 2015: Società Sportiva Dilettantistica Taranto Football Club 1927
- 2016: Taranto Football Club 1927 S.r.l.

Pierwszym zespołem założony w mieście Taranto był Circolo Studentesco Mario Rapisardi, w roku 1904. Również w 1904 roku został założony inny zespół SS Pro Italia. W 1905 roku oba zespoły połączyły się ze sobą. W 1911 roku, po założeniu przez grupę miejscowych studentów Audace Foot Ball Club, rozpoczęła się rywalizacja pomiędzy tymi zespołami, która trwała do 1927 roku, kiedy obydwa kluby połączyły się w AS Taranto. W sezonie 1927/28 klub debiutował w Prima Divisione (obecnie Serie B), ale został zdegradowany do klasy niżej. W 1935 roku zespół awansował do Serie B, ale ponownie spadł do Serie C. W 1943 roku po rozpoczęciu działań wojennych na terenie Włoch klub zawiesił działalność.
19 lutego 1938 klub "Fasci Giovanili di Combattimento Taranto" przyjął nazwę US Pro Italia i awansował do Serie C. 16 września 1940 odbyła się fuzja dwóch klubów, po czym nazwa klubu została zmieniona na US Taranto. Przed 1940 rokiem powstał w mieście jeszcze jeden klub o nazwie "SS Pietro Resta", który w 1942 awansował do Serie C, a w 1944 przyjął nazwę US Arsenale. W 1944 również został reaktywowany klub SS Pro Italia, a były piłkarze "US Taranto" po anulowaniu fuzji ponownie założyli Audace FC 1911 Taranto.
Po zakończeniu II wojny światowej, w sezonie 1945/46 trzy kluby z miasta zostały zakwalifikowane do rozgrywek w grupie E Serie C Sud-Centro. 21 czerwca 1946 kluby SS Pro Italia i Audace FC 1911 ponownie połączyły się z sobą reaktywując AS Taranto. 9 września 1947 roku do klubu dołączył trzeci miejski klub US Arsenale, po czym nazwa została zmieniona na US Arsenaltaranto. W 1950 zespół ponownie spadł do Serie C, a w 1954 powrócił do Serie B. W 1955 roku klub przywrócił starą nazwę AS Taranto. W 1960 po raz kolejny został zdegradowany do Serie C. W 1965 roku po stu dniach budowy został otwarty nowy stadion. W 1969 awansował do Serie B. W sezonie 1977/78 zespół ze swoim czołowym napastnikiem Erasmo Iacovone był jak najbliżej awansu do Serie A. Ale 6 lutego 1978 roku Iacovone zginął w wypadku samochodowym. Po jego śmierci stadion w Taranto został nazwany jego imieniem, a klub spadł na 8 miejsce. Klub opuścił Serie B w 1981. W sezonie 1984/85 ponownie grał w Serie B, w sezonie 1985/86 w Serie C1 i od sezonu 1988/87 przez trzy lata ponownie w Serie B. W 1985 roku klub zmienił nazwę na Taranto Football Club SpA. Jeden sezon 1989/90 spędził w Serie C1, i potem kontynuował występy w Serie B. Jednak przez problemy finansowe klub został rozwiązany w 1993 roku.
Nowy klub o nazwie AS Taranto 1906 powstał 13 sierpnia 1993 roku i startował w Serie D. Zespół awansował do Serie C2 w 1995, ale w 1997 roku spadł do Campionato Nazionale Dilettanti. W 1998 klub przyjął nazwę US Arsenaltaranto, a w 1999 awansował do Serie D. W 2000 awansował do Serie C2 i zmienił nazwę na Taranto Calcio Srl. Jednakże 16 grudnia 2004 roku klub po raz kolejny ogłosił upadłość i w konsekwencji upadłości powierzył klub na ręce biznesmena Vito Luigi Blasi, który zmienił jego nazwę na Taranto Sport Srl. W roku 2006 zespół awansował do Serie C1, która w 2008 została przekształcona w Lega Pro Prima Divisione.
29 czerwca 2012 roku klub ogłosił o rezygnacji z rozgrywek w zawodowym futbolu włoskim, a 20 lipca 2012 został reorganizowany w klub o nazwie Taranto FC 1927 i startował w amatorskiej Serie D. W 2015 klub przekształcił nazwę na SSD Taranto FC 1927. W 2016 awansował do Serie C, zmieniając nazwę na Taranto Football Club 1927 S.r.l. W 2017 spadł z powrotem do Serie D.

## Sukcesy

### Trofea międzynarodowe
Nie uczestniczył w rozgrywkach europejskich (stan na 31-05-2013).

### Trofea krajowe
| \| \| Zdobyte trofea w rozgrywkach Włoch (stan na: 31 maja 2013) \| |                                                            |      |            |
| Rozgrywki                                                           | Osiągnięcie                                                | Razy | Sezon(y)   |
| · Mistrzostwo                                                       | I miejsce                                                  | 0    |            |
| · Mistrzostwo                                                       | II miejsce                                                 | 0    |            |
| · Mistrzostwo                                                       | III miejsce                                                | 0    |            |
| · Puchar                                                            | zdobywca                                                   | 0    |            |
| · Puchar                                                            | finalista                                                  | 0    |            |
| · Puchar                                                            | 1/16 finału                                                | 2    | 1988, 1991 |
| II liga                                                             | I miejsce                                                  | 0    |            |
| II liga                                                             | II miejsce                                                 | 0    |            |
| II liga                                                             | III miejsce                                                | 0    |            |
| II liga                                                             | 5 miejsce                                                  | 1    | 1974       |
| Włochy                                                              | Zdobyte trofea w rozgrywkach Włoch (stan na: 31 maja 2013) |      |            |

### Inne trofea
- Serie C/Serie C1:
  - mistrz (3x): 1937, 1954, 1990

- Serie D:
  - mistrz (1x): 1995

## Stadion
Klub rozgrywa swoje mecze domowe na stadionie Erasmo Iacovone w mieście Taranto, który może pomieścić 27 584 widzów.